# クライブ・ラッシュ
クライブ・ラッシュ（Clive Rush 1931年2月14日-1980年8月22日）はアメリカンフットボール指導者。1969年、1970年とボストン・ペイトリオッツのヘッドコーチとして知られている。
マイアミ大学を卒業後、1953年の1シーズンだけNFLのグリーンベイ・パッカーズでプレーした。その後デイトン大学のHugh Devore、オハイオ州立大学のウッディ・ヘイズ、オクラホマ大学のバド・ウィルキンソンの元でコーチとして修行を積んだ。1960年にトレド大学のヘッドコーチに就任したが3シーズン連続で負け越しに終わった。
1963年にAFLのニューヨーク・ジェッツのアシスタントコーチとなり、ジョー・ネイマスに率いられるハイパーオフェンスを作り上げた。チームは1969年1月12日の第3回スーパーボウルでボルチモア・コルツを破る番狂わせを演じた。スーパーボウルの18日後、彼はボストン・ペイトリオッツのヘッドコーチに就任した。ペイトリオッツのヘッドコーチとして彼は酔っぱらったままチームの指揮を執り、黒人の守備選手が11人在籍していなかったにもかかわらず、オフェンス選手のコンバートなどで守備選手11人全てが黒人というブラック・パワー・ディフェンス（Black Power Defense）を導入したが、21試合中5勝しかあげることができなかった。1970年11月1日、チームが6連敗を喫したバッファロー・ビルズ戦の途中、彼は不整脈でスタジアムを後にしたがこの試合でチームは10-45と敗れた。2日後彼は健康上の理由でヘッドコーチを辞任、再びフットボールコーチに就任することはないと発表した。
しかし1971年3月、ワシントン・レッドスキンズのヘッドコーチ、ジョージ・アレンのアシスタントコーチに就任、その6週間後には辞任し5年間アメリカンフットボールから離れた生活を送った。
1976年にアメリカ商船アカデミー（United States Merchant Marine Academy）のヘッドコーチに就任、8勝1敗と好成績をあげていたが選手たちからの不満を理由に同年11月23日解任された。
その後彼はオハイオ州スプリングフィールドで自動車ディーラーを行った。
1980年、彼はオハイオ州ロンドンの自宅で心臓発作を起こし病院に運ばれたがそこで亡くなった。